# Museo delle cere (Gazoldo degli Ippoliti)
Il Museo delle cere di Gazoldo degli Ippoliti (o Museo delle cere della Postumia) è un museo di Gazoldo degli Ippoliti, in provincia di Mantova.

## Descrizione
Il museo delle cere nacque in seguito alla chiusura, avvenuta nel 2000, del museo delle cere di Milano il quale trovò la sua nuova collocazione a Gazoldo degli Ippoliti. La mostra è ospitata presso villa Mondadori e consta di ottanta statue di cera a grandezza naturale riproducenti personaggi della storia, della chiesa, della politica e del mondo del cinema inserite in apposite scenografie dotate d'effetti sonori e di luce.